# 슈퍼 드래곤볼 히어로즈
《슈퍼 드래곤볼 히어로즈》는 만화 드래곤볼을 기반으로 반다이 남코 엔터테인먼트가 출시한 대전 액션 롤플레잉 게임으로, 이전작인 《드래곤볼 히어로즈》의 후속작이다.

## 게임 플레이
아케이드 기계 보드판에 카드를 가지고 화면을 보면서 카드를 움직여 배틀하는 카드형 배틀시스템.

## 애니메이션

### 감옥행성편
《슈퍼 드래곤볼 히어로즈 프로모션 애니메이션》은 이벤트 회장이나 공식 사이트 및 반다이 데이터 스팟으로 전송되는 애니메이션. 이벤트의 전달일과 같은 날에 공식 사이트에서의 전달도 개시된다.
유니버설 미션과 링크 한 스토리가 되고 있어 《드래곤볼 카이》와 《드래곤볼 온라인》 및 《드래곤볼 제노버스》 시리즈를 넣은, 원작 모두 텔레비전 시리즈와도 설정의 다른 오리지널 스토리가 되고 있다.

#### 등장인물
- 손오공
- 제노오공
- 베지터
- 제노베지터
- 트랭크스
- 퓨
- 마이
- 쿠우라
- 비루스
- 칸바
- 히트
- 지렌
- 자마스
- 우이스